# جوي ياكوبس
جوي ياكوبس (بالهولندية: Joey Jacobs)‏ هو لاعب كرة قدم هولندي في مركز قلب الدفاع، ولد في 10 أبريل 2000 في بورميراند في هولندا. لعب مع Jong AZ ‏.

## وصلات خارجية
- جوي جاكوبس على موقع قاعدة بيانات كرة القدم.إي يو (الإنجليزية)
- جوي جاكوبس على موقع Soccerway.com (الإنجليزية)
- جوي جاكوبس على موقع عالم كرة القدم.نت (الإنجليزية)